# Jawa 350/640
Jawa 350/640 (také Jawa 350 2T) je motocykl vyvinutý firmou Jawa, vyráběný mezi lety 1991-2024. Předchůdcem byl model Jawa 350/639, nástupcem se stal typ Jawa 350 OHC. Motocykl byl dostupný ve variantách Style, Military a Retro 634. Vzhledem k tomu, že od roku 2007 nesplňoval emisní normu Euro 4, nebyl určen k prodeji v zemích Evropské unie a vyvážel se především do Latinské Ameriky. V Česku se po roce 2007 dal tento motocykl koupit v kompletní sestavě jen jako sadu dílů.

## Technický popis
Model navazoval na typ Jawa 350/639 a disponoval již také přední kotoučovou brzdou. Konstrukčně se znovu od Jawa 350/634 moc nezměnilo, modernizace dostál především design. Jawa 350/640 Retro 634 designem připomíná Jawu 350/634 z let 1973-1984.

## Technické parametry
- Rám: dvojitý kolébkový ocelový

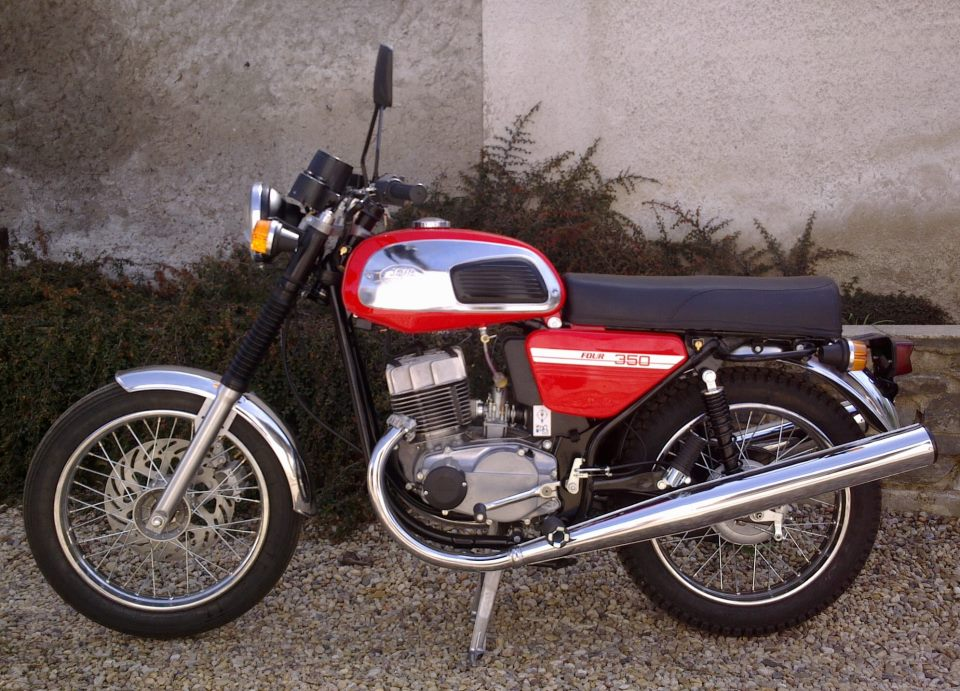
Jawa 350/640 Retro 634

- Motor: vzduchem chlazený dvoutaktní dvouválec
- Objem: 344 cm³
- Výkon: 17 kW @ 5250 ot./min
- Max.točivý moment: 32 Nm @ 4750 ot./min
- Rozvor kol: 1370 mm
- Převodovka: manuální čtyřstupňová
- Kola: 18"
- Brzdy: přední kotoučové 305 mm, zadní bubnové 160 mm
- Suchá hmotnost: 149 kg
- Maximální rychlost: 125 km/h[2]
- Spotřeba paliva: 3,8 l/100 km